# Prospekt Myru
Prospekt Myru (ukrainska: Проспект Миру, "fredsavenyn") är huvudgatan i Mariupol i Ukraina. Den går i östvästlig riktning och är fem kilometer lång. I öst börjar den vid tidigare Salutorget, nuvarande Befrielsetorget och slutar i väster in på motorvägen M-14 till Berdjansk.

## Historik
Gatan anlades i slutet av 1700-talet som en kort, omkring 40 meter bred gata, som inofficiellt kallades Bolsjoja ("Stor[gatan]"). Mariupols tidigare officiellt namnlösa gator fick namn 1876. Nuvarande Prospekt Myru benämndes Jekaterinskaja. Den började beläggas med gatsten 1871 och försågs från 1875 med gatubelysning med fotogenlampor, som byttes mot elektrisk belysning från 1906. Mellan 1933 och början av 1960-talet trafikerades gatan av spårvagnar.
Från 1911 planterades alléträd av arten turkestansk poppel utmed gatan. 
År 1917 döptes Jekaterinskajagatan om till Republiksavenyn. År 1960 döptes den om till Leninavenyn och 2016 till Prospekt Myru.

## Byggnader i urval
- Mariupols musikkonservatorium
- Donetsks regionala dramatiska teater, Teatertorget. På platsen låg från slutet av 1890-talet till 1930-talet Maria Magdalenakyrkan.
- Bostadshus med spiror, hörnet till Kujindzjigatan
- Stadslyceet
- Huvudpostkontoret
- Centralbiblioteket Korolenko
- Harlampiuskatedralen från 1845, med nytt klocktorn från 1891–1892, stod vid tidigare Salutorget, nuvarande Frihetstorget, vid Prospekt Myrus östra ände. Katedralen revs på 1930-talet och ersattes av en byggnad för den paramilitära ungdomsorganisationen DOSAAF.

## Bildgalleri

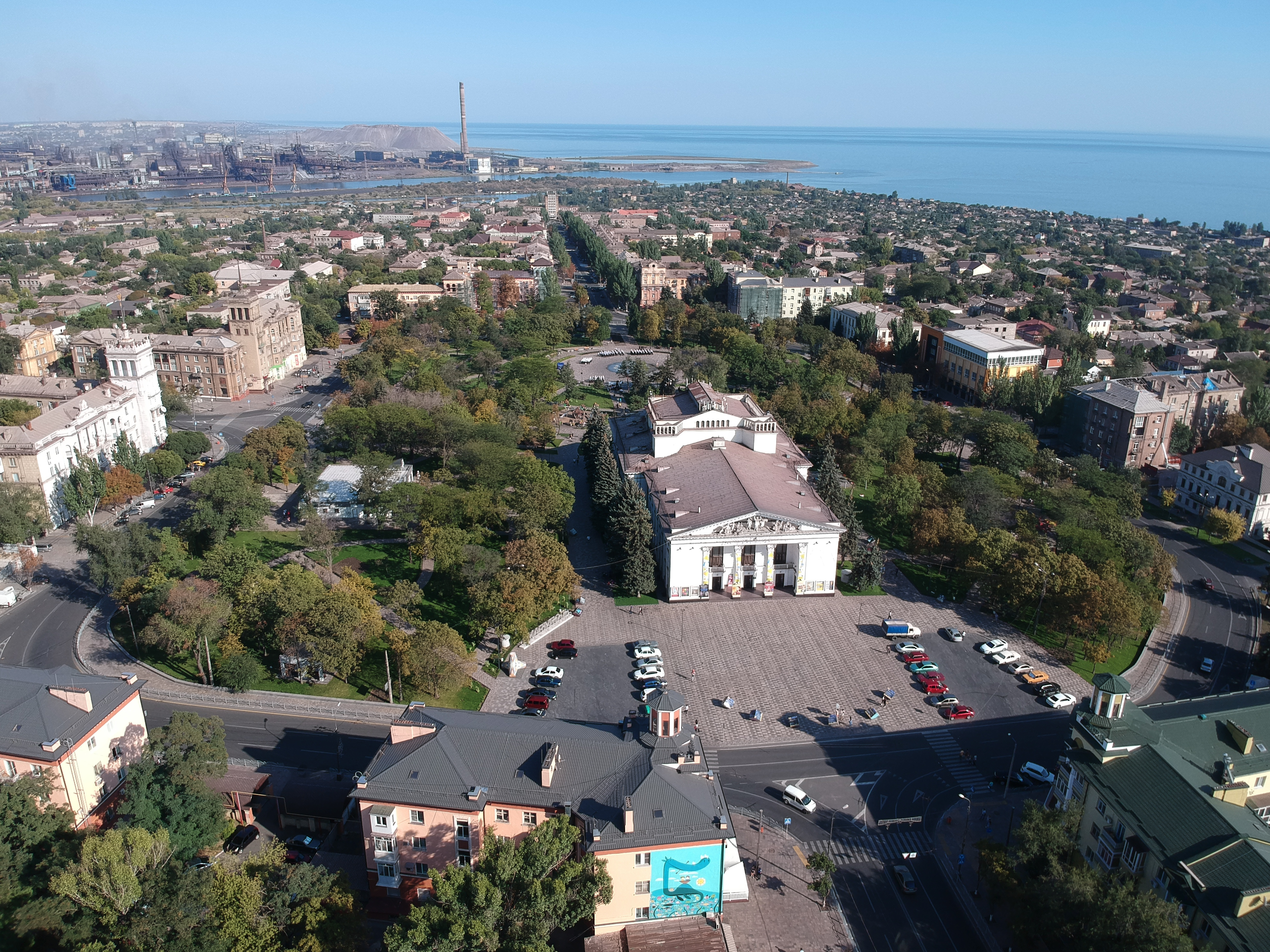
Teatertorget och Prospekt Myru österut med stålverket Azovstal i bakgrunden, 2021
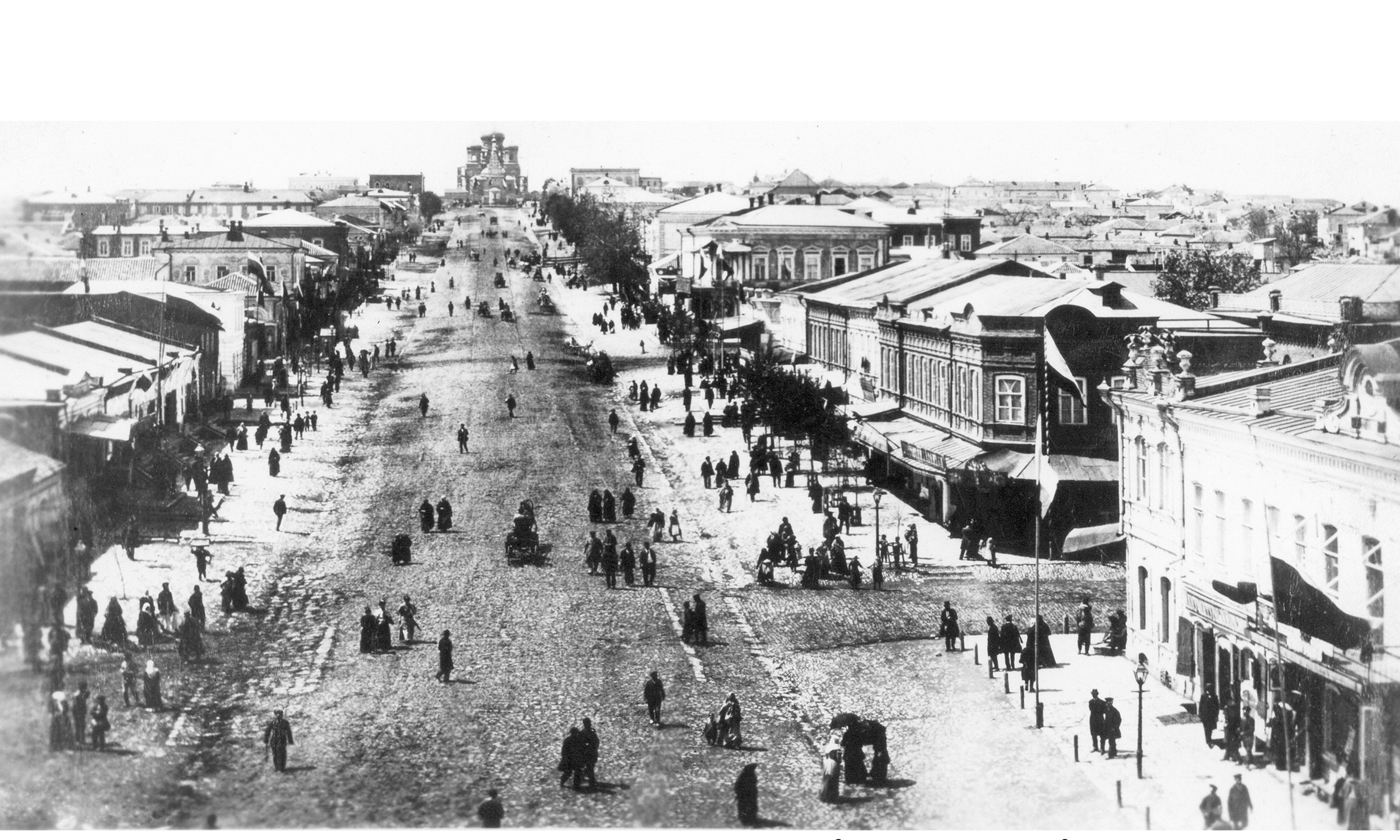
Jekaterinskajagatan västerut från Harlampuiskatedralen. I fonden den på 1930-talet rivna Maria Magdalenakyrkan från 1897. Fotot är taget 1910.
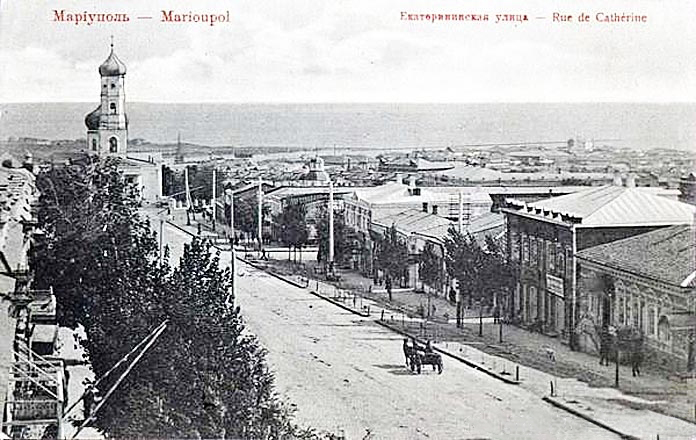
Republiksgatans östra ände med Harlampuiskatedralen i fonden, 1920
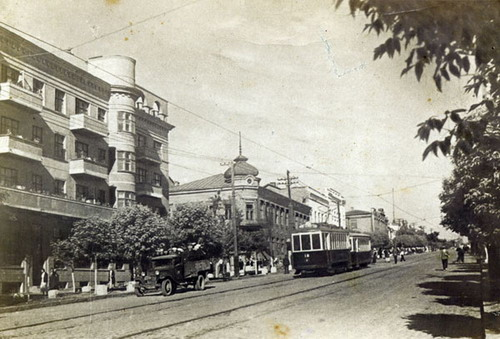
1936
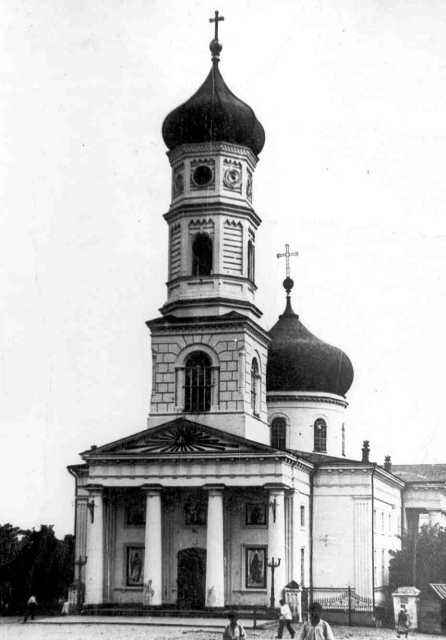
Harlampiuskatedralen, riven på 1930-talet
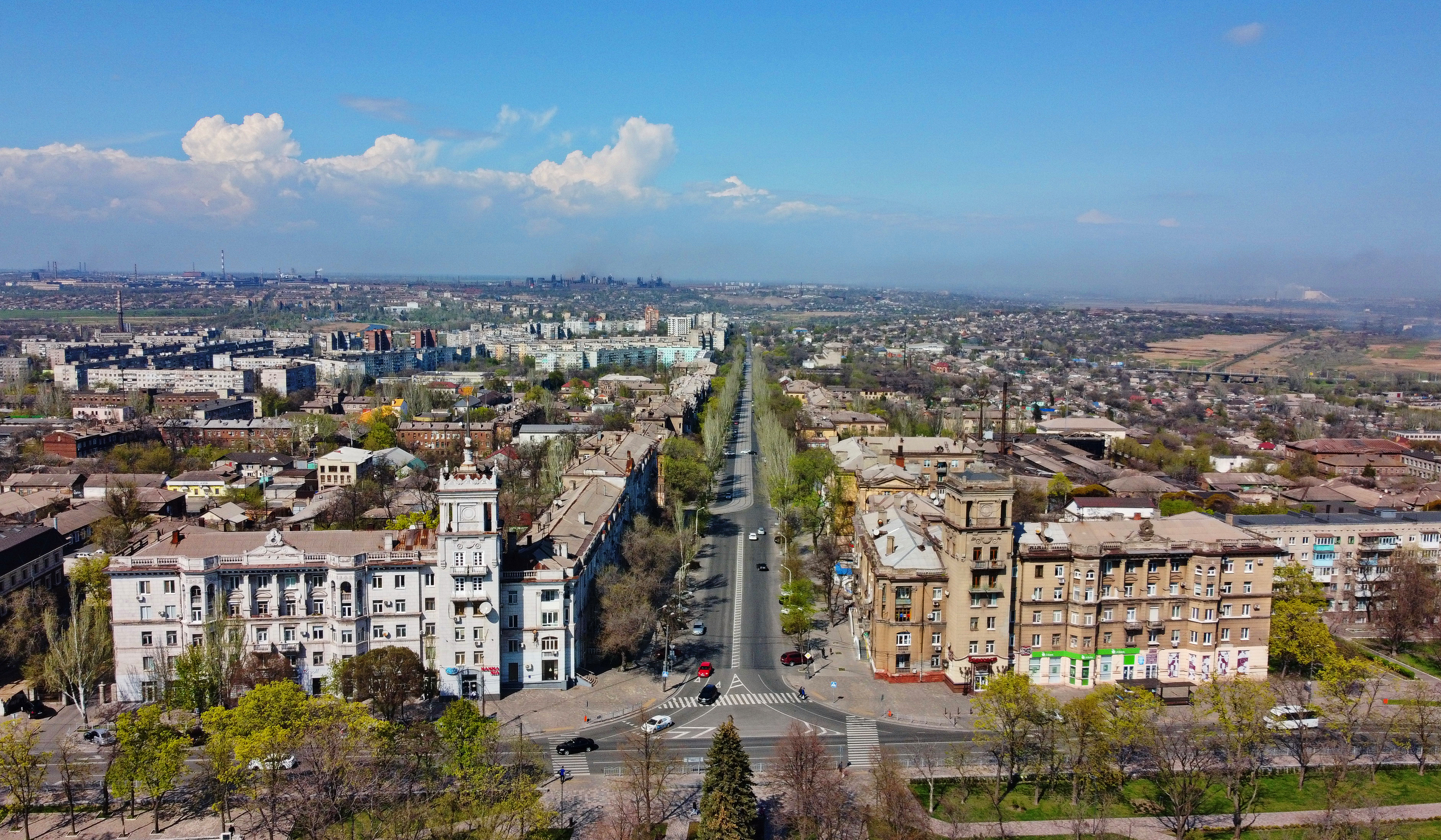
Bostadshus med spiror på ömse sidor av Kujindzjigatan
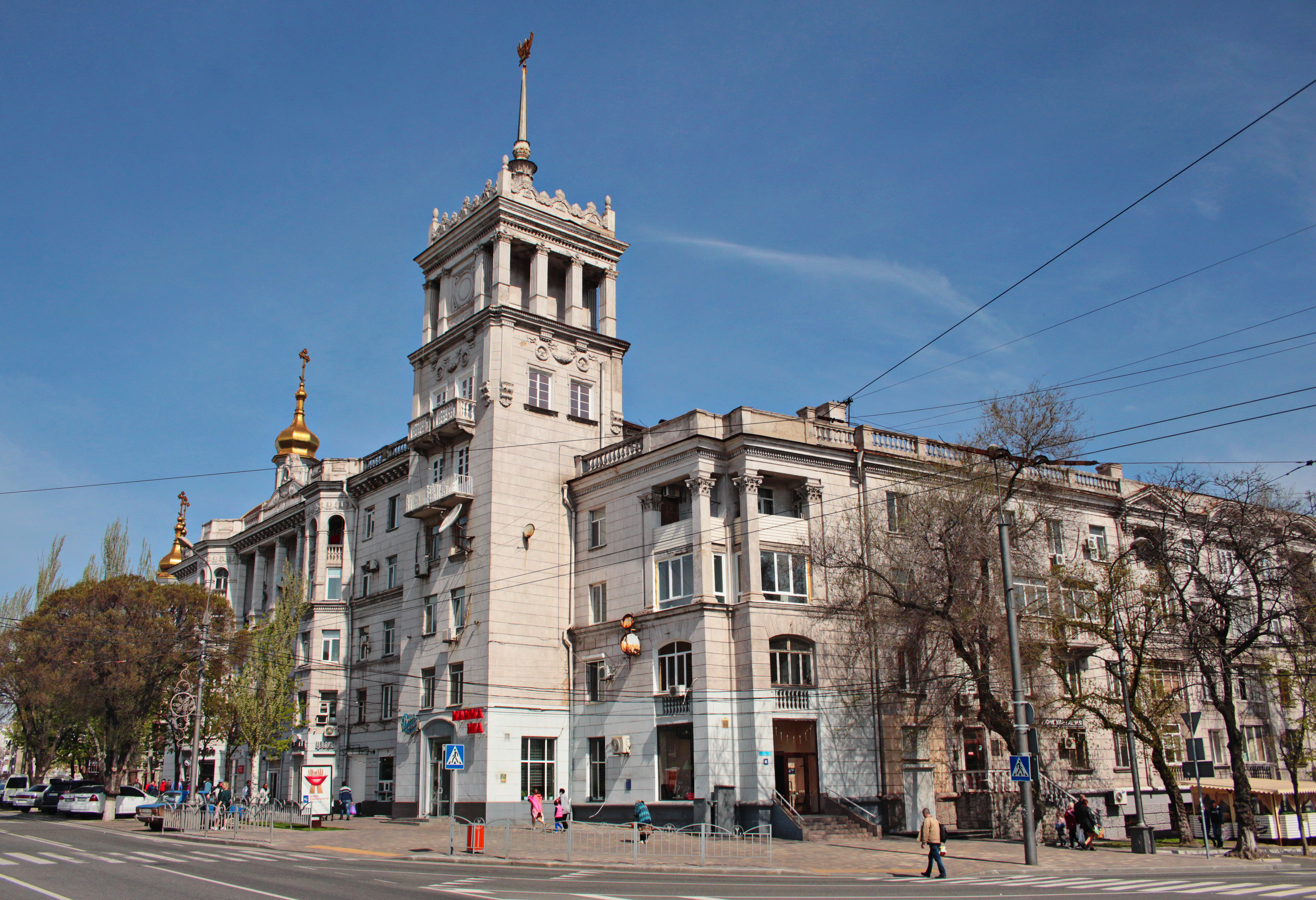
Det ena av "Bostadshus med spiror", Kujindzjigatan 48
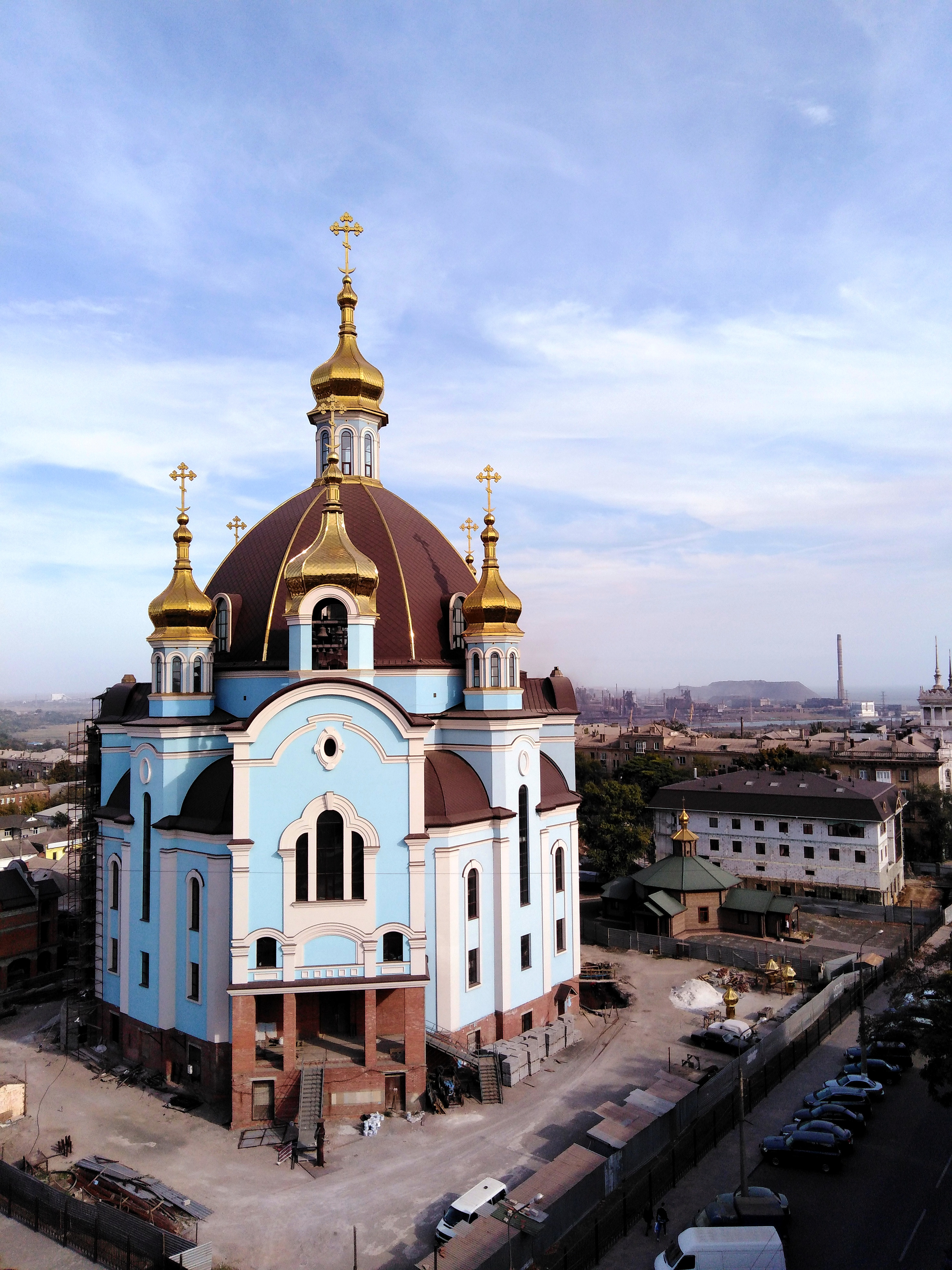
Katedralen för den heliga jungfruns förbön